# 佐洛埃格塞格
佐洛埃格塞格（匈牙利語：Zalaegerszeg）是位於匈牙利西部的一個城市。佐洛埃格塞格是佐洛州的首府所在地。靠近斯洛文尼亞和奧地利兩國邊境。